# Wilhelm Peters (Maler, 1817)

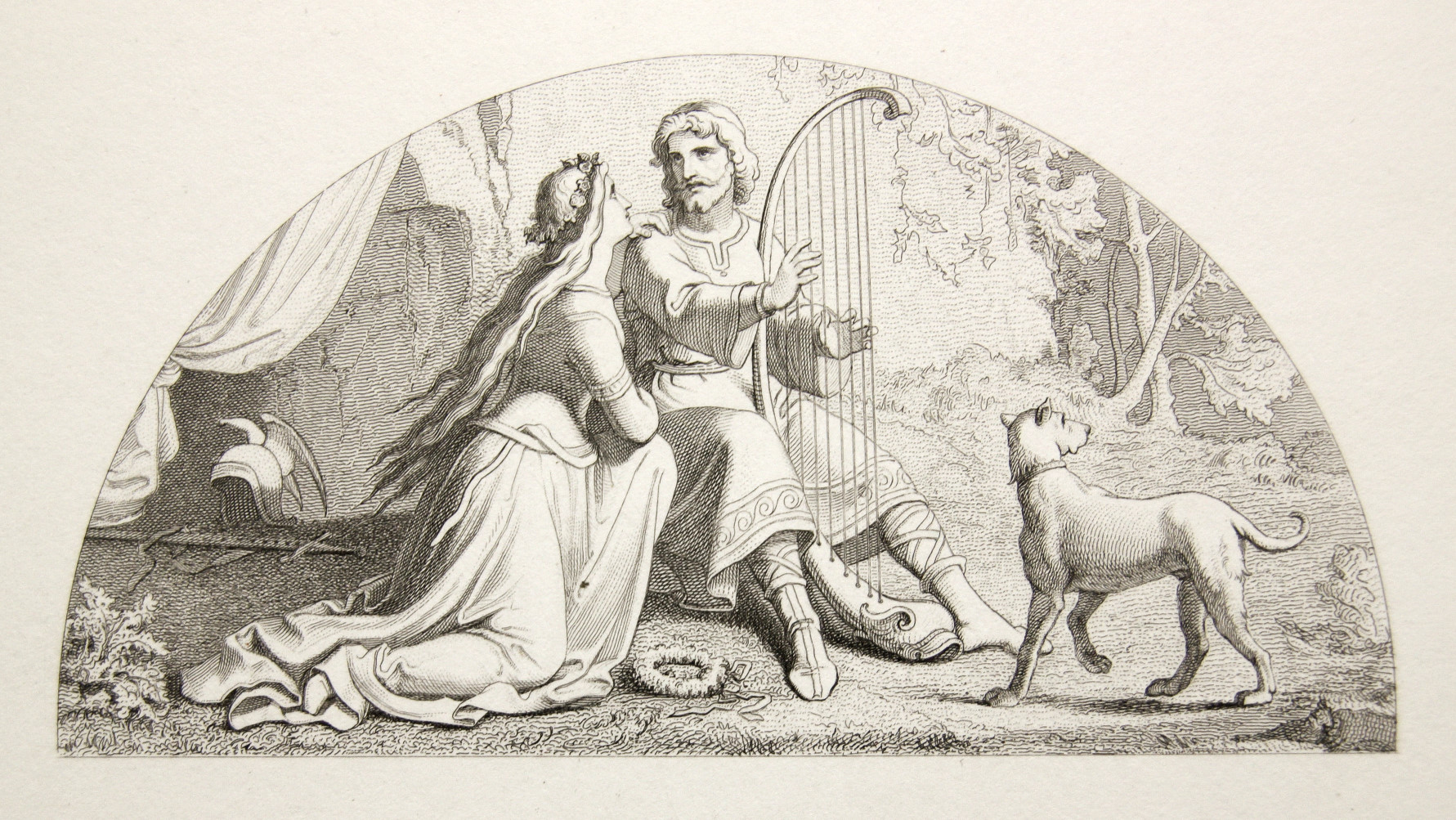
Isolde vereint sich wieder mit Tristan, Kupferstich nach dem Wandgemälde im Sagenzimmer des Schweriner Schlosses

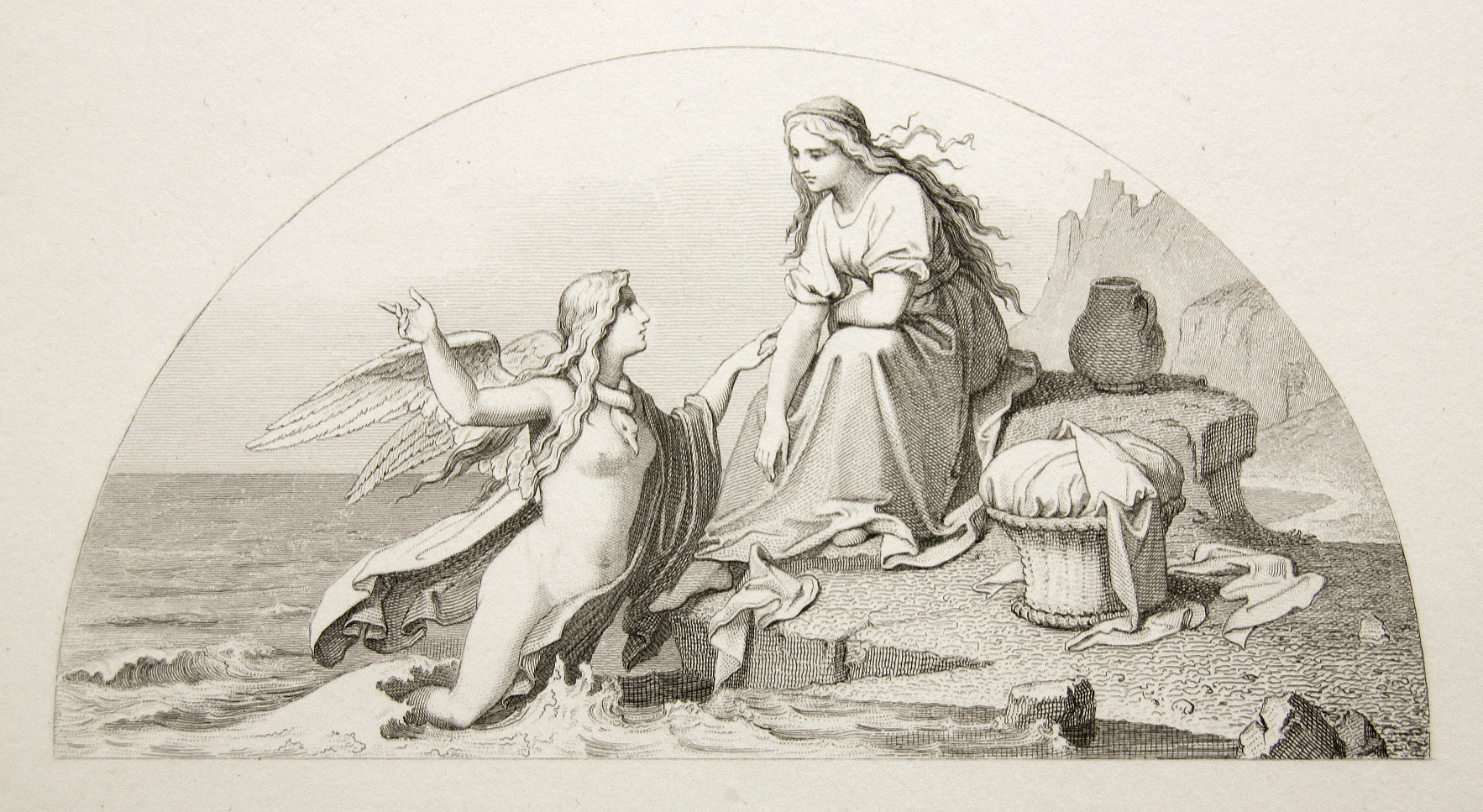
Gudrun erhält Nachricht vom Leben ihres Bruders, Kupferstich nach dem Wandgemälde im Sagenzimmer des Schweriner Schlosses

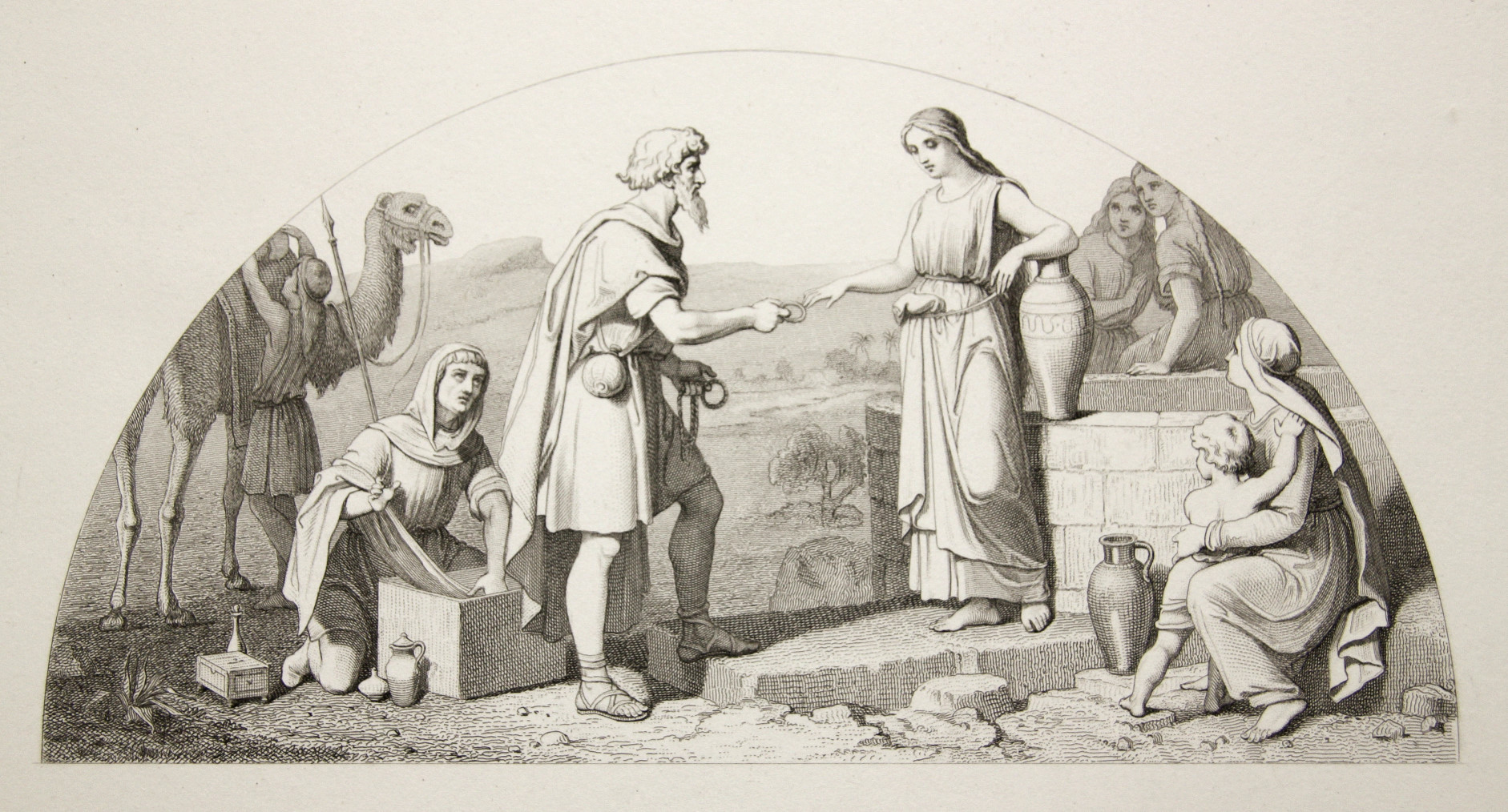
Rebecca am Brunnen, Kupferstich nach dem zerstörten Wandgemälde im Goldenen Saal des Schweriner Schlosses

Friedrich Wilhelm Peters (* 1817 oder 1818 in Dirschau; † 15. November 1903 in Berlin) war ein deutscher Historienmaler, Kupferstecher und Freskenmaler.
Er war der Sohn des Bürgermeisters Johannes Friedrich Peters.

## Werke
- Arbeiten im Neuen Museum in Berlin:
  - Ausführung des Kinderfrieses über Wilhelm von Kaulbachs sechs Historiengemälde zur Geschichte der Menschheit und der verbindenden Pilaster dazwischen en Grisaille nach Entwürfen Wilhelm von Kaulbachs im großen Treppenhaus
  - 4 Gemälde im Niobidensaal des Neuen Museums in Berlin nach Entwürfen von Bonaventura Genelli
    - Orpheus in der Unterwelt
    - Dädalus fertigt die Flügel für Ikarus an
    - Prometheus am Felsen
    - Die Erziehung des Achilles durch Chiron

  - Grisaillemalereien im Niobidensaal

- Fresken in der Bibliothek der Burg Hohenzollern
- Arbeiten im Schweriner Schloss:
  - Wandmalereien im Goldenen Saal (zerstört), vollendet 1857
    - Entwurf der ornamentalen Malereien und des Frieses
    - Rebecca am Brunnen
    - Tobias’ Brautwerbung
    - Abraham, der die Engel speist

  - Wandmalereien im Sagenzimmer
    - König Ludwig entführt Gudrun
    - Gudrun erhält Nachricht vom Leben ihres Bruders
    - Gudruns Befreiung
    - Tristan erschlägt Morhold
    - Isolde verliebt sich in Tristan
    - Isolde vereint sich wieder mit Tristan
    - Parzivals Abschied
    - Heinrichs Genesung